# Philothamnus ornatus
Philothamnus ornatus är en ormart som beskrevs av Bocage 1872. Philothamnus ornatus ingår i släktet Philothamnus och familjen snokar. Inga underarter finns listade i Catalogue of Life.
Denna orm förekommer i Afrika från centrala Kongo-Kinshasa och västra Tanzania till norra Namibia, norra Botswana och centrala Zimbabwe. Arten lever i låglandet och i bergstrakter upp till 1000 meter över havet. Individerna är dagaktiva och de vistas nära vattenansamlingar. De hittas i träskmarker, i gräset intill vattendrag och i liknande låg växtlighet. Födan utgörs främst av groddjur. Honor lägger ägg.
För beståndet är inga hot kända. Hela populationen anses vara stabil. IUCN listar arten som livskraftig (LC).